# Bothrogonia wetterensis
Bothrogonia wetterensis är en insektsart som först beskrevs av William Lucas Distant 1908.  Bothrogonia wetterensis ingår i släktet Bothrogonia och familjen dvärgstritar. Inga underarter finns listade i Catalogue of Life.